# هوخشتره هخامنشی
هُووَخْشَتْرَه یا وَخْشووَردَه هخامنشی(به زبان مادی: ᴴuvaxšϑra؛ نویسه‌گردانی: هُووَخْشَثرَه، به پارسی باستان: 𐎢𐎺𐎧𐏁𐎫𐎼؛ نویسه‌گردانی‌به لاتین: ᴴuvaxštra؛ نویسه‌گردانی: هُووَخْشَتْرَه یا به پارسی باستان: Vaxšuvarda، به زبان اکدی:  Waksatar، به فریگی‌باستان: Ksuwaksaros، یونانی باستان: Κυαξάρης Kuaxarēs، به لاتین: Cyaxarēs) (سده ۴ پیش از میلاد) برادر داریوش سوم شاهنشاه هخامنشی و هم‌چنین پدر اردشیر پنجم (بسوس) آخرین شاه هخامنشی و آماستریس، ملکه هراکلیا بود.

## نام
نام او در فارسی باستان به شکل Huxšaθra و به معنی «فرمانروای خوب» بود. نام او در یونانی به صورت Oξυαθρης و در انگلیسی به شکل Oxyathres ضبط شده‌است.

## پیشینه
هُووَخْشَتْرَه به خاطر دلاوری‌هایش، به ویژه در نبرد ایسوس در سال ۳۳۳ پ.م. شهرت یافت. در آن نبرد و زمانی که اسکندر مقدونی با سوارانش حمله‌ور شده‌بود هُووَخْشَتْرَه در دفاع از شاهنشاه ایران نقش بسیار مهمی ایفا کرد. این صحنه در نقاشی موزائیکی نبرد ایسوس در پمپئی ایتالیا دیده می‌شود.
هُووَخْشَتْرَه بعدها زمانی که داریوش سوم به باختر می‌گریخت او را همراهی کرد و همزمان با او به دست اسکندر اسیر شد. اما اسکندر با احترام بسیار با او برخورد کرد و حتی به هُووَخْشَتْرَه منصب شرافتمندانه‌ای داد و وظیفه تنبیه فرزندش اردشیر پنجم، که قاتل داریوش سوم بود، را نیز به هُووَخْشَتْرَه سپرد.